# Ipê-branco

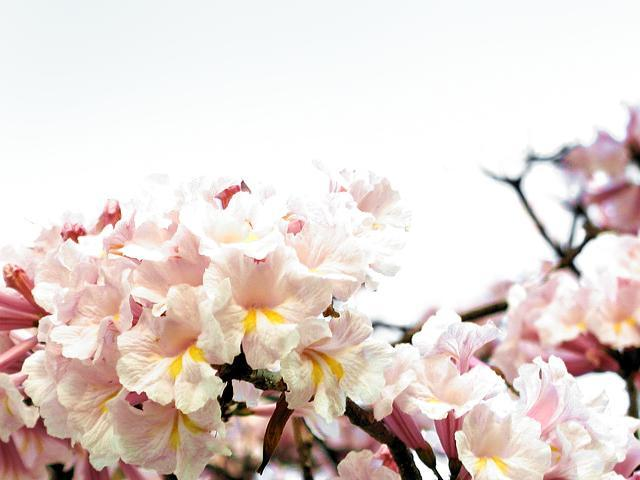
Flores do Ipê Branco.

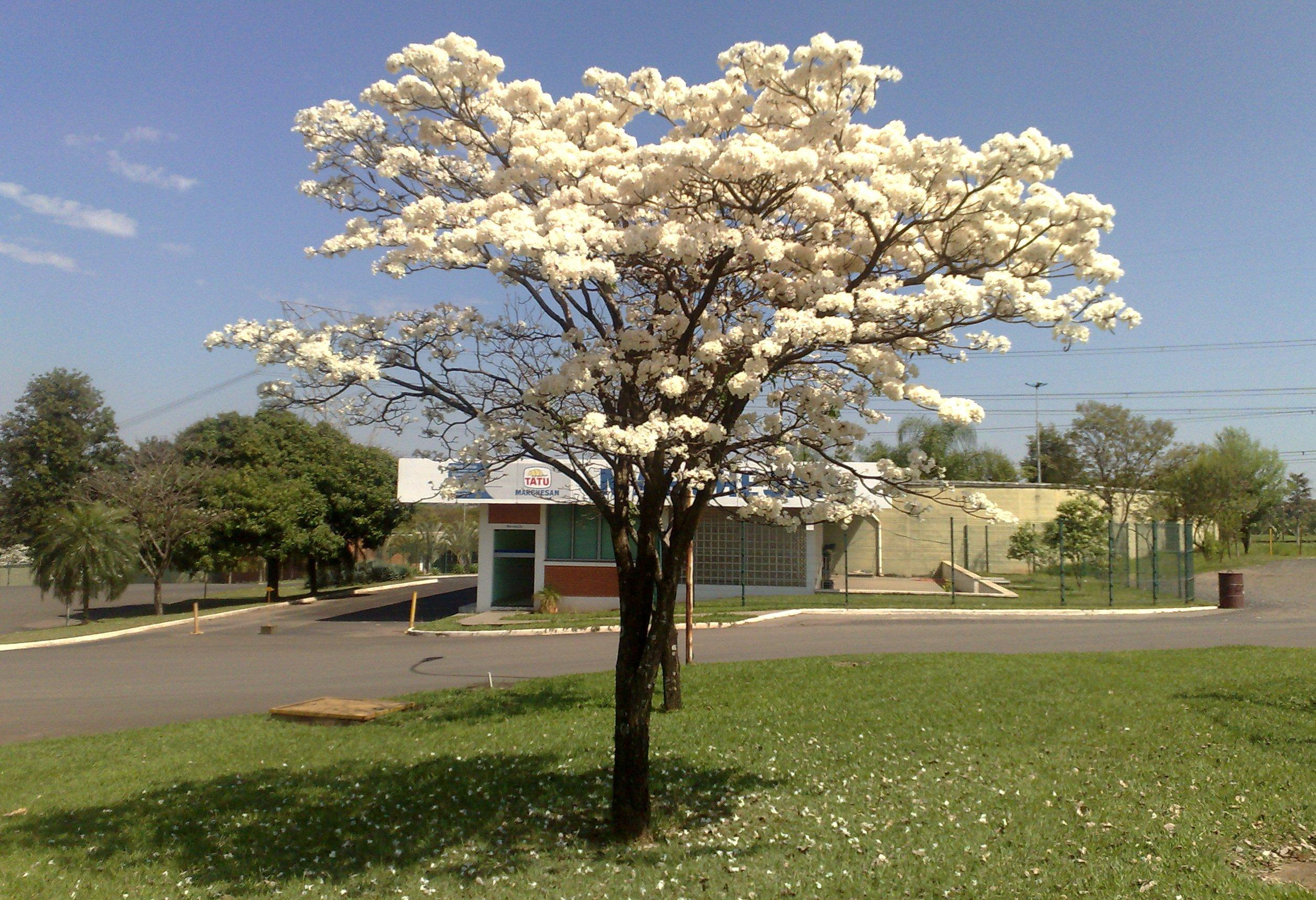
Ipê Florido na Marchesan - Matão-SP

Ipê-branco (Tabebuia roseoalba) é uma árvore brasileira, descrita inicialmente em 1890 como Bignonia roseo-alba.
Seus nomes, tanto científico quanto popular, vêm do tupi: ipê significa "árvore de casca grossa" e tabebuia é "pau" ou "madeira que flutua".
É uma árvore usada como ornamental, nativa do cerrado e pantanal brasileiros.
É conhecida como planta do mel no Brasil e Argentina.

## Sinônimos
São sinônimos dessa espécie:
- Bignonia roseoalba Ridl.
- Handroanthus odontodiscus (Bureau & K.Schum.) Mattos
- Handroanthus piutinga (Pilg.) Mattos
- Handroanthus roseoalbus (Ridl.) Mattos
- Sparattosperma neurocalyx Bureau & K.Schum.
- Tabebuia odontodiscus (Bureau & K.Schum.)
- Tabebuia papyrophloios (Bureau & K.Schum.)
- Tabebuia piutinga (Pilg.) Sandwith
- Tecoma mattogrossensis Kraenzl.
- Tecoma odontodiscus Bureau & K.Schum.
- Tecoma papyrophloios Bureau & K.Schum.
- Tecoma piutinga Pilg.
- Tecoma schumanni Kraenzl.

## Características morfológicas
Alcança de 7 a 16 metros de altura, com tronco medindo de 40 até 50 cm de diâmetro.
Dotado de copa alongada, possui um tronco ereto medindo de 40 a 50 cm de diâmetro, com casca suberosa e superficialmente fissurada.
Possui folhas compostas trifolioladas.

## Ocorrência
Ocorre nas florestas estacionais semideciduais e matas semidecíduas, na Bolívia, Brasil (Pará, Maranhão, Piauí, Ceará, Paraíba, Rio Grande do Norte, Rondônia, Pernambuco, Fernando de Noronha, Bahia, Espírito Santo, Distrito Federal, Goiás, Tocantins, Mato Grosso, Mato Grosso do Sul, Minas Gerais, Rio de Janeiro e norte de São Paulo), Paraguai, Peru e Colômbia.

## Fenologia
Floresce principalmente durante os meses de agosto-outubro com a planta totalmente despida da folhagem. Os frutos costumam amadurecer a partir do mês de outubro.
Trata-se de um tipo de ipê muito apreciado por sua beleza e exuberância, ficando totalmente branco durante um período muito curto, pois sua floração não dura mais do que dois dias (em geral, por volta do mês de agosto). Às vezes repete a floração por volta de setembro, porém com menor intensidade.

## Ecologia
O ipê-branco é uma planta decídua, heliófita e seletiva xerófila, característica de afloramentos rochosos e calcários da floresta semidecídua. Ocorre tanto no interior da mata primária como nas formações secundárias.

## Obtenção das sementes
É aconselhável colher os frutos diretamente da árvore quando iniciarem a abertura espontânea. Em seguida, deixá-los ao sol para completarem a abertura e liberação das sementes. Um quilograma contém aproximadamente 71.000 sementes.

## Usos
A madeira é moderadamente pesada, macia com superfície lustrosa, de ótima durabilidade que pode ser usada na construção civil, principalmente para acabamentos internos.
A árvore é extremamente ornamental, não somente pelo exuberante florescimento que pode ocorrer mais de uma vez por ano, mas também pela folhagem densa de cor verde azulada e forma piramidal da copa. É considerada ótima para o paisagismo em geral, já sendo amplamente utilizada para este fim, além de ser particularmente útil para a arborização de ruas e avenidas, dado ao seu porte não muito grande.
Em função de sua adaptação a terrenos secos e pedregosos, é muito útil para reflorestamentos nesse tipo de ambiente, destinados a recomposição da vegetação de árvores.